# Jefferson (comté de York, Pennsylvanie)
Pour les articles homonymes, voir Jefferson.
Jefferson est un borough situé au sud-ouest de la partie centrale du comté de York, en Pennsylvanie, aux États-Unis,. En 2010, il comptait une population de 733 habitants, estimée au 1er juillet 2020 à 721 habitants. Le borough est fondé en 1812 et incorporé le 20 juillet 1950.

## Démographie
Lors du recensement de 2010, le borough comptait une population de 733 habitants. Elle est estimée, en 2020, à 721 habitants.